# Зубанев, Николай Иосифович
Николай Иосифович Зубанев (1904—1984) — подполковник Советской Армии, участник Великой Отечественной войны, Герой Советского Союза (1945).

## Биография
Николай Зубанев родился 24 декабря 1904 года в Киеве. Окончил рабфак, после чего поступил на учёбу в Киевский машиностроительный институт. В 1932 году Зубанев по специальному набору был призван на службу в Рабоче-крестьянскую Красную Армию. Окончил Одесскую военную авиационную школу пилотов и школу командиров звеньев. С июня 1941 года — на фронтах Великой Отечественной войны. Принимал участие в боях на Юго-Западном, Сталинградском, Воронежском, 1-м и 2-м Украинских фронтах. Участвовал в битве за Днепр, штурме Берлина.
С 1942 года капитан Зубанев — командир 945-го штурмового авиационного полка в составе 206-й штурмовой авиадивизии. С октября 1942 года полк под его руководством участововал в Сталинградской битве. С 1943 года командовал 775-м штурмовым авиационным полком, с 24 августа 1943 года преобразованного в 110-й гвардейский штурмовой авиационный полк 6-й гвардейской штурмовой авиадивизии 2-го гвардейского штурмового авиакорпуса 2-й воздушной армии 1-го Украинского фронта. К тому времени он совершил 82 боевых вылета.
Указом Президиума Верховного Совета СССР от 27 июня 1945 года за «образцовое выполнение боевых заданий командования по уничтожению живой силы и техники противника и проявленные при этом мужество и героизм» гвардии подполковник Николай Зубанев был удостоен высокого звания Героя Советского Союза с вручением ордена Ленина и медали «Золотая Звезда» за номером 8060.
После окончания войны Зубанев продолжил службу в Советской Армии. В 1953 году он был уволен в запас. Вернулся в Киев. Умер 19 ноября 1984 года, похоронен на Берковецком кладбище Киева.
Был также награждён двумя орденами Красного Знамени, двумя орденами Отечественной войны 1-й степени, орденом Красной Звезды, рядом медалей.